# Seznam představitelů Soběšic
Seznam představitelů Soběšic, bývalé obce dnes městské čtvrti Brna, části Brna-sever.

## Představitelé
- 1850 - 1861, Václav Kalod (první starosta)
- 1861 - 1863, Antonín Klodnar
- 1863 - 1868, František Foltan
- 1868 - 1874,  Valentin Bryž
- 1874 - 1880, Josef Albrecht
- 1880 - 1884, Jan Lakota
- 1884 - 1890, František Kreslík
- 1890 - 1896, Jan Lakota
- 1896 - 1903, František Kreslík
- 1903 - 1. 3. 1919, Alois Řehůřek
- Alois Buchta (předseda správní komise)
- František Kreslík
- 16. 9. 1923 - duben 1940, František Filka
- duben 1940 - ke konci 1940, Augustin Švéda (dosavadní místostarosta, zastupoval nemocného starostu F. Filka)
- 1941 - 14. 12. 1942, Augustin Weiss (náměstek starosty, zastupoval nemocného starostu F. Filka)
- 14. 12. 1942 - 10. května 1945, Augustin Weiss
- 10. května 1945 - 1. leden 1949, Karel Beránek (první předseda MNV)
- 1. leden 1949 - 16. května 1954, v rámci reorganizace NV byly Soběšice součástí okresu Brno-venkov
- 16. května 1954 - 12. června 1960, Karel Beránek
- 12. června 1960 - 14. června 1964, Hynek Plšek
- 14. června 1964 - 15. září 1971, Jindřich Krmíček
- 15. září 1971 - ?, Vilém Kselík (Soběšice se sloučili s Brnem a V. Kyselík byl tajemník obvodního NV Brno III. Husovice)